# Уран-Тимур
Уран-Тимур (Оранг-Тимур, Урянх-Тимур) (д/н — бл. 1278) державний і військовий діяч Золотої Орди, очільник декількох улусів. Відомий також як Уз (Узан)-Тимур і Кін-Тимур, в арабських джерелах — Ур-Тимур.

## Життєпис
Походив з династії Чингізидів, син Тука-Тимура і доньки Тукана (онука хана Бату). Близько 1266 року допоміг стрийкові Менгу-Тимуру посісти трон Золотої Орди, зокрема придушити заколот Байнала (сина або онука Шибана), улусбека Крима. На дяку Уран-Тимур отримав від хана Кримський улус. Невдовзі за наказом Менгу-Тимура передав генуезцям Кафу. Натомість став улусбеком Кримського улуса та контролював торгівлю через Кафу.
1274—1275 роках відзначився у походах проти литовського князя Тройдена та ятвягів, що здійснив спільно з Левом I, королем Русі, і Володимиром Васильковичем, князем Волинським. Також ймовірно брав участь у кампаніях на Кавказі. За це отримав більшу частину улуса Берке з містом Маджар.
Разом з братом з улуса Манкерман протистояв амбіціям Ногая, що формував власну державу. Припускають, що Уран-Тимур міг загинути у 1278 році під час вторгнення до Криму Ногая.

## Родина
- Ачік (Ашик), улусбек Крима
- Сарича (Савур), його нащадки стали засновниками Кримського ханства
- Абай, його нащадки стали власниками Хаджитарханського улуса
- Караказ